# Kumbalam
Kumbalam es una ciudad censal situada en el distrito de Ernakulam en el estado de Kerala (India). Su población es de 29193 habitantes (2011). Se encuentra a 6 km de Cochín y a 78 km de Thrissur.

## Demografía
Según el censo de 2011 la población de Kumbalam era de 29193 habitantes, de los cuales 14406 eran hombres y 14787 eran mujeres. Kumbalam tiene una tasa media de alfabetización del 96,15%, superior a la media estatal del 94%: la alfabetización masculina es del 87,98%, y la alfabetización femenina del 94,37%.